# Trichaptum jackiae
Trichaptum jackiae är en svampart som beskrevs av Corner 1987. Trichaptum jackiae ingår i släktet Trichaptum och familjen Polyporaceae.   Inga underarter finns listade i Catalogue of Life.